# Сьерра-Леоне на летних Олимпийских играх 1980
Сьерра-Леоне принимала участие в Летних Олимпийских играх 1980 года в Москве (СССР) после двенадцатилетнего перерыва, во второй раз за свою историю, но не завоевала ни одной медали. Сборную страны представляли 12 мужчин и 2 женщины.

## Результаты соревнований

### Бокс
Спортсменов — 2
| Категория | Спортсмены      | 1/16 финала                                   | 1/8 финала           | 1/4 финала           | 1/2 финала           | Финал                | Итоговое место |
| Категория | Спортсмены      | Соперник Результат                            | Соперник Результат   | Соперник Результат   | Соперник Результат   | Соперник Результат   | Итоговое место |
| --------- | --------------- | --------------------------------------------- | -------------------- | -------------------- | -------------------- | -------------------- | -------------- |
| до 60 кг  | Мохамед Бангура | Виктор Демьяненко (URS) П DSQ (2 раунд, 2:01) | Завершил выступление | Завершил выступление | Завершил выступление | Завершил выступление | 17             |
| до 67 кг  | Бен Сисай       | Кебеде Сахилу (ETH) П DSQ (1 раунд, 2:32)     | Завершил выступление | Завершил выступление | Завершил выступление | Завершил выступление | 17             |

### Лёгкая атлетика
Спортсменов — 12
Мужчины
| Дисциплина  | Спортсмен                                                   | Предварительный раунд | Предварительный раунд | Четвертьфиналы       | Четвертьфиналы       | Полуфиналы           | Полуфиналы           | Финал                 | Финал                 |
| Дисциплина  | Спортсмен                                                   | Результат             | Место                 | Результат            | Место                | Результат            | Место                | Результат             | Место                 |
| ----------- | ----------------------------------------------------------- | --------------------- | --------------------- | -------------------- | -------------------- | -------------------- | -------------------- | --------------------- | --------------------- |
| 100 м       | Шеку Боима                                                  | 11.08                 | 53                    | Завершил выступление | Завершил выступление | Завершил выступление | Завершил выступление | Завершил выступление  | Завершил выступление  |
| 100 м       | Рудольф Джордж                                              | 11.37                 | 60                    | Завершил выступление | Завершил выступление | Завершил выступление | Завершил выступление | Завершил выступление  | Завершил выступление  |
| 100 м       | Джон Карью                                                  | 11.11                 | 54                    | Завершил выступление | Завершил выступление | Завершил выступление | Завершил выступление | Завершил выступление  | Завершил выступление  |
| 200 м       | Шеку Боима                                                  | 22.93                 | 51                    | Завершил выступление | Завершил выступление | Завершил выступление | Завершил выступление | Завершил выступление  | Завершил выступление  |
| 200 м       | Рудольф Джордж                                              | 23.20                 | 54                    | Завершил выступление | Завершил выступление | Завершил выступление | Завершил выступление | Завершил выступление  | Завершил выступление  |
| 200 м       | Уолтер Дюринг                                               | 23.12                 | 52                    | Завершил выступление | Завершил выступление | Завершил выступление | Завершил выступление | Завершил выступление  | Завершил выступление  |
| 400 м       | Уильям Акаби-Дэвис                                          | 50.80                 | 46                    | Завершил выступление | Завершил выступление | Завершил выступление | Завершил выступление | Завершил выступление  | Завершил выступление  |
| 400 м       | Сар Кендор                                                  | 52.98                 | 49                    | Завершил выступление | Завершил выступление | Завершил выступление | Завершил выступление | Завершил выступление  | Завершил выступление  |
| 400 м       | Джимми Массаллай                                            | 49.68                 | 41                    | Завершил выступление | Завершил выступление | Завершил выступление | Завершил выступление | Завершил выступление  | Завершил выступление  |
| 800 м       | Джордж Бранш                                                | 1:54.6                | 34                    |                      |                      | Завершил выступление | Завершил выступление | Завершил выступление  | Завершил выступление  |
| 800 м       | Сар Кендор                                                  | 2:06.5                | 41                    |                      |                      | Завершил выступление | Завершил выступление | Завершил выступление  | Завершил выступление  |
| 800 м       | Джимми Массаллай                                            | 2:04.4                | 38                    |                      |                      | Завершил выступление | Завершил выступление | Завершил выступление  | Завершил выступление  |
| 1500 м      | Джордж Бранш                                                | 4:03.9                | 38                    |                      |                      | Завершил выступление | Завершил выступление | Завершил выступление  | Завершил выступление  |
| 4×100 м     | Рудольф Джордж Шеку Боима Уильям Акаби-Дэвис Уолтер Дюринг  | 42.53                 | 15                    |                      |                      |                      |                      | Завершили выступление | Завершили выступление |
| 4×400 м     | Уильям Акаби-Дэвис Джимми Массаллай Сар Кендор Джордж Бранш | 3:25.0                | 22                    |                      |                      |                      |                      | Завершили выступление | Завершили выступление |
| марафон     | Баба Ибрахим Сума-Кейта                                     |                       |                       |                      |                      |                      |                      | 2:41:20               | 46                    |
| десятиборье | Колумба Бланго                                              |                       |                       |                      |                      |                      |                      | 5080                  | 16                    |

Женщины
| 100 м     | Эстелла Мейхью      | 13.22   | 37 | Завершила выступление | Завершила выступление | Завершила выступление | Завершила выступление | Завершила выступление | Завершила выступление |                       |                       |
| 100 м     | Евгения Ошо-Уильямс | 12.95   | 34 | Завершила выступление | Завершила выступление | Завершила выступление | Завершила выступление | Завершила выступление | Завершила выступление |                       |                       |
| 200 м     | Эстелла Мейхью      | 26.77   | 32 | Завершила выступление | Завершила выступление | Завершила выступление | Завершила выступление | Завершила выступление | Завершила выступление |                       |                       |
| 200 м     | Евгения Ошо-Уильямс | 25.87   | 31 | Завершила выступление | Завершила выступление | Завершила выступление | Завершила выступление | Завершила выступление | Завершила выступление |                       |                       |
| 400 м     | Евгения Ошо-Уильямс | 1:00.44 | 34 | Завершила выступление | Завершила выступление | Завершила выступление | Завершила выступление | Завершила выступление | Завершила выступление |                       |                       |
| 800 м     | Евгения Ошо-Уильямс | 2:33.4  | 28 |                       |                       | Завершила выступление | Завершила выступление | Завершила выступление | Завершила выступление | Завершила выступление | Завершила выступление |
| 100 м с/б | Эстелла Мейхью      | 15.61   | 20 |                       |                       | Завершила выступление | Завершила выступление | Завершила выступление | Завершила выступление | Завершила выступление | Завершила выступление |